# Гнедовский, Борис Васильевич
Бори́с Васи́льевич Гнедо́вский (13 августа 1914, Санкт-Петербург, Российская империя — 22 марта 1998, Москва, Россия) — архитектор, реставратор, исследователь народного деревянного зодчества России.

## Биография

### Ранние годы:СибирьиЛенинград
Мать Клавдия Евгеньевна Гнедовская, одна из первых женщин врачей, окончившая в 1913 году Томский университет и успевшая проработать около года в глухом таёжном «медвежьем углу» Енисейской губернии, считала своим долгом в условиях войны как можно быстрее включиться во врачебную практику. Через три недели после рождения сына, с 22 августа 1914 года, она уже была ординатором (помощником главного хирурга) в Курском лазарете для раненых. Курск стал официальным местом рождения Гнедовского, ибо зарегистрировать его в Петербурге она не успела. Вернувшись через полтора года в Петроград, она в июле 1917 года была вынуждена уехать с сыном в родной Томск. Здесь, сначала в Томске, затем в Омске прошли детство и юность Гнедовского (1917—1932). Сибирь дала ему спортивную закалку (зимой — дальние лыжные пробеги, летом — быстротечный Иртыш с двумя рядами островов на стремнине). Сибирь предопределила его крепкое здоровье, выносливость и неиссякаемый заряд душевной энергии. Они помогли ему выстоять на тяжёлых дорогах Отечественной войны, пережить неприятности мирного времени.
В Сибири начался путь Гнедовского в архитектуру: последовав примеру родного дяди В. Е. Гнедовского, он окончил три курса Омского архитектурно-промышленного техникума им. М. В. Врубеля, затем в 1933 году поступил на архитектурный факультет Института им. И. Е. Репина Академии Художеств в Ленинграде. Полюбил он пригороды с их прекрасными парками. Освоившись с учёбой, он расширил круг занятий: стал слушателем вечернего музыкального университета, бывал в театрах, на факультете организовал диспуты на актуальные темы культуры, выпускал «листки искусства» — рецензии на новые кинофильмы и спектакли, посещал студию рисунка художника Рудакова… Одновременно занимался спортом: бокс и лыжи, волейбол и плавание. Открытый характер помог ему приобрести большой круг приятелей, чувство студенческого братства сохранял он всю жизнь.
В мастерской учителя — академика Л. В Руднева — в 1939 году Гнедовский «на отлично» защитил диплом «Приморский парк в Сочи» и получил звание архитектора-художника. На защите был отмечен его интерес к ландшафтной архитектуре и вопросам планировки больших пространств.
Финская война 1939 года коснулась его лишь слегка. Он был включен в состав отряда лыжников, которые должны были взаимодействовать с регулярными войсками Красной армии. Однако, когда отряд подвергся внезапному обстрелу, его вернули в город. А «дыхание войны», возможно, сказалось на недооформленном виде дипломных чертежей.
Первой работой в Архитектурно-планировочном отделе Ленсовета стал проект парка в Стрельне; затем он предполагал участвовать в конкурсном проекте реконструкции центра города. В начале 1940 г. его приняли в члены Союза архитекторов СССР. Но уже в феврале он был призван в армию.

## Великая Отечественная война
Семь армейских лет — важная страница в биографии Гнедовского. Почти полтора довоенных года и Отечественная война 1941—1945 гг. в значительной степени отражены в его письмах матери в Омск. При всей своей краткости, вызванной общими требованиями военной цензуры, а иногда и внешними обстоятельствами, эти письма ярко отражают этапы войны на том участке фронта, где служил Гнедовский. «Волею судеб» этим участком оказалась Белоруссия, и даже больше — его пути пролегали по тем землям, где жили его предки в конце XVIII—XIX вв.
Первый день войны он встретил в Минске. Самым тяжелым временем за всю жизнь он считал те две недели, когда он пешком добирался до Смоленска, догоняя свою часть: бомбежки, угроза расстрела как «диверсанта», контузия, полевой военный госпиталь.
«Времени почти нет. Сплошная дорога. Мосты, взорванные и не взорванные, гати через болота, объезды и одиноко торчащие трубы пожарищ… Не успеваю приехать в мой штаб, как на мою голову валятся телеграммы: «Немедленно выехать туда-то, обследовать то-то». Из другого письма: «После войны мне не придется краснеть ни перед кем… в Орше я был вместе с нашими передовыми частями, в Борисове на следующий день, в Минске в день его взятия…» Памятью о тех днях служат 4 медали, среди которых «За боевые заслуги».
«Я очень истосковался по своей основной профессии… Как-то я буду работать? Не ослабла ли рука? Не придется ли учиться с начала?» И вновь в другом письме: «…с ужасом думаешь о том, что отвык от серьёзной работы, что большинство штатской архитектурной молодёжи уже „обошло“ тебя, далеко ушло в своем развитии». Не удалось несколько попыток демобилизации, несмотря на ходатайства Комитета по делам архитектуры. «Чины у меня большие… это печально, так как снижает шансы на успех», — объяснял он матери.
Пройдя путь от рядового до инженер-майора, Гнедовский в армии приобрел опыт организации строительных работ в экстремальных условиях. Это пригодилось ему потом, при архнадзоре на объектах мастерской Л. В Руднева, при руководстве коллективами в Ростове, Ярославле, Шушенском.

## Возвращение в архитектуру: мастерскаяРудневаи восстановлениеПетрозаводска
Восстанавливать профессионализм Гнедовский стал в мастерской своего учителя Л. В Руднева в институте Центрвоенпроект. В 1947—1950 гг. он участвовал в проектировании и контроле за ходом строительства таких крупных объектов, как Дом правительства в Баку, Дворец культуры и науки в Варшаве, здание Министерства обороны на Фрунзенской набережной в Москве, Центральная спортивная база вооруженных сил…
Летом 1947 г. по заказу Управления по делам архитектуры Карелии они совместно с Л. М. Лисенко выполнили архитектурно-археологический обмер всемирно-известных памятников — Спасо-Преображенской и Покровской церквей Кижского погоста. Для Гнедовского эта работа стала важным этапом в изучении срубных конструкций, он впервые столкнулся с логикой построения сложных венчаний древних русских храмов. Важную роль в этой работе сыграла его знакомство с потомственным кижским плотником М. К. Мышевым.
В 1947 году по заказу Научно-исследовательского музея Ленинградской Академии художеств Гнедовский выполнил копии обмерных чертежей Спасо-Преображенской церкви в качестве экспозиционных (в отмывке и без указания размеров). Шесть листов обмера церкви, как и чертежи дипломного проекта 1939 году (7 листов) хранятся в архиве музея.
В течение трёх летних отпусков Гнедовский участвовал в обследовании памятников деревянного зодчества, а в 1950 году перешёл на постоянную работу в местную научно-реставрационную мастерскую, окончательно определив свой дальнейший профессиональный путь.
В период работы в Карелии Гнедовский в последний раз обратился к той области архитектуры, которую ценил в нём Л. В. Руднев, определив его в письме от 1945 году как «талантливого и серьёзного архитектора, компетентного в вопросах градостроительства». Результатом его глубокого изучения «архитектурной биографии» Петрозаводска стал ряд статей в местной печати и проект реконструкции «Площади В. И. Ленина» — историко-архитектурного ансамбля.

### Карело-Финская ССР (1947—1952)
Основное внимание Гнедовского было сосредоточено на обследовании, фиксации и разработке проектов реставрации памятников народного деревянного зодчества — храмов, жилых усадеб, хозяйственных построек.
Гнедовским выполнены проекты реставрации двух древнейших храмов в Карелии — церкви Флора и Лавра в селе Мегрега (вблизи Олонца) 1613 года и церкви Петра и Павла (Богоявления) в селе Чёлмужи (на восточном побережье Повенецкой губы Онего) 1605 года. В музее-заповеднике Кижи стоят два памятника карельской архитектуры — Дом Яковлева и амбар из деревни Коккойла, выявленные Гнедовским в период экспедиций.
За 5 лет работы в Карелии Гнедовский собрал большой графический материал, который представил в ноябре 1952 г. на заседании сектора истории архитектуры Института истории искусств АН СССР. Присутствовавшие И. Э. Грабарь, И. В. Маковецкий, М. А. Ильин и другие учёные отмечали, что «памятники Карелии впервые подверглись детальному обследованию, на основании которого представляется возможным поставить вопрос о наличии национальных карельских элементов в архитектуре». Предлагалось продолжить эту работу и подготовить к печати.
В 1952 году он покидает Карелию.

### Ярославль(1953—1960)
В феврале-марте 1953 года он едет в Архангельск и знакомится с В. А. Лапиным, инициатором создания музея под открытым небом.
«В 1953 году над Ростовом-Ярославским пронесся смерч небывалой силы. Были сброшены в озеро Неро церковные главы, сорваны крыши вместе со стропилами. Бесценные фрески оказались незащищенными перед лицом непогоды. Комитет по делам архитектуры объявил своего рода «междугородное реставрационное ополчение». В распоряжении Ярославской специальной научно-реставрационной и производственной мастерской (ЯСНРПМ) было направлено около 100 кровельщиков и плотников. И я был назначен руководителем работ. Но уже в ближайшее время выяснилось, что ЯСНРПМ плохо оснащенная, не в силах решать возникшие перед ней «ростовский задачи». Ярославский обком КПСС … предложил мне (на время аварийной работы в Ростове) принять на себя руководство. Дав согласие на год, я «застрял» в Ярославле на шесть лет».
Под руководством Гнедовского ЯСНРПМ в течение двух-трех лет выросла в специализированную организацию с собственной производственной базой, где трудились мастера разного профиля.
Первоочередные противоаварийные работы по Ростовскому кремлю переросли в капитальную реставрацию. Объектами реставрации в Ярославле стали ансамбль Спасского монастыря, Гостиный двор завершались работы по фасадам Богоявленской церкви, шли ремонтно-реставрационные работы по памятникам центра города, готовящегося отметить своё 950-летие. Параллельно работали строительные участки в Угличе, Переславле, Тутаеве… По инициативе Гнедовского ЯСНРПМ провела две научно-практические конференции в 1959 году — в Доме архитектора в Москве. Научная и архитектурная общественность была хорошо знакома с работами мастерской.
Первые заказы на проектную документацию и руководство реставрацией таких памятников Гнедовский получил из управление культуры соседних с Ярославлем областей, затем их круг расширился. Перечислим «поименно» объекты, которыми Гнедовский занимался в Ярославле. Всего за 1954—1960 годы их было 5.
Спасо-Преображенская церковь села Спас-Вёжи, 1628—1713 годы (Костромская область). В 1954—1955 годах Гнедовским были выполнены исследования, архитектурно-археологические домеры конструкций, проект реставрации и руководство работами по перевозке памятника на территорию Ипатьевского монастыря с полной реставрацией. Автор впоследствии писал:
«… Памятник производит неизгладимое, почти ошеломляющее впечатление, подобно кораблю с высоко поднятыми парусами паря над окружающим его свободным пространством монастырского двора. Композиция храма предельно проста: повышенный четверик и трапезная окружены висящей на консолях галереей и вместе с алтарным прирубом увенчаны крутыми клинчатыми кровлями. Их коньки подняты буквально на пределе технических возможностей срубных конструкций. Именно эти кровли, а отчасти и сваи, придают сооружению уникальный характер. Спасо-Преображенская церковь – своего рода итог многовекового развития наиболее традиционного клетского типа храмов с двускатными кровлями».
Простояв в стенах Ипатьевского монастыря почти полстолетия, она сгорела 4 сентября 2002 года.
Церковь Ризоположения из села Бородава, 1485 год (Вологодская область). Ранняя дата строительства памятника, одного из древнейших сохранившихся, требовала особенно бережного отношения, поэтому в 1955 году Гнедовским было выполнено предварительное обследование. В отчете он дал глубокую характеристику как объемному решению, так и особенностям «почерка» строителей храма. Памятник, по его словам,
«символизирует собой значительное усложнение клетского типа храма, далеко ушедшего вперед по сравнению с архаичными памятниками, подобными Муромской часовне… Сочетание объемов, где повышенная центральная часть не находит своего выражения (не читается) в плане, в истории русского зодчества почти нигде не встречается. … Попадая в трапезную через монументальную косящатую дверь, невольно поражаешься несоответствию интерьера тем представлениям, которые мы обычно имеем о внутреннем пространстве более или менее древних памятников. Здесь нет бревен «в два обхвата»… нет никакого ощущения «русской дорики»  - архаичности, которую воспевали многочисленные стилизаторы».
 Памятник с 1958 года стоит в стенах Кирилло-Белозерского монастыря, отреставрированный под руководством Гнедовского.
Церковь Иоанна Богослова на Ишне, 1686—1687 годы (Ярославская область). Как только в Кремле освободилась часть плотников, он организовал здесь ремонтно-реставрационные работы. По обмерам, выполненным А. В. Ополовниковым, был изготовлен макет, воплотивший в себе проект реконструкции.
Осенью 1957 года по заказу Пермской реставрационной мастерской он обмерил и составил проект реставрации Спасо-Преображенской церкви в селе Янидор Чердынского района Пермского края. Впоследствии проект был осуществлен Г. К. Канторовичем при перевозке памятника в музей деревянного зодчества в Хохловке.
В 1958 году им было обследовано сооружение в городе Слободском — памятник древнерусского деревянного зодчества начала XVII века башня-часовня Михаила Архангела.

### Москва: ЦНРМ
В 1961 г. Гнедовский перешёл на работу в Центральные научно-реставрационные мастерские Госстроя РСФСР (ЦНРМ) в Москве.

### «Ярославское дело»
16 октября 1965 года в газете «Советская культура» вышла статья «Ярославские неурядицы». В ней резко критиковалась реставрация ансамбля Ростовского кремля и церкви Иоанна Предтечи в Ярославле.
Гнедовский направил главному редактору «Советской культуры» и в высший орган по охране памятников — Научно-методический совет Министерства культуры СССР протест с предложениями: «Предвзятая оскорбительная трактовка вопроса Ю. Бычковым целиком направлена против коллектива ярославских реставраторов… не постеснявшегося в угоду внешней „хлесткости“ погрешить против истины… Судьба древнерусских стенописей — результат сложной совокупности причин, из которых на первом месте стоит длительный период небрежения к памятникам. Выяснение этих причин может быть результатом обсуждения вопроса на профессиональном уровне Научно-методического совета…» Одновременно в Ярославле был составлен «Акт проверки фактов, изложенных в статье», со ссылками на документы, подтверждавшими, что все работы в Ростове велись в соответствии с решениями Научно-методического совета.
Заседание Судебной коллегии по уголовным делам Яроблсуда состоялось 15-23 сентября 1966 года. Приговор гласил: «Устанавливается преступная халатность при организации реставрационных работ по памятнику архитектуры церкви Иоанна Предтечи в Ярославле», Б. В. Гнедовский и В. В. Насонов признаются виновными по статье 172 УК РСФСР", обоим «дали» по 1 году исправительных работ по месту работы с удержанием 20 % заработка (у Насонова с учётом трёх детей — 10 %).

## Кировская область
Крепостная башня с надвратной часовней Михаила Архангела, в г. Слободском, 1610—1614 гг. (Кировская обл.) «Познакомившись» с ней ещё в 1958 г., Гнедовский посвятил исследованию её архитектуры и проектированию реставрации, а затем и руководству производством работ несколько лет. При раскрытии от поздних наслоений памятник ответил на многие вопросы: были найдены волоковые и косящатые окна, дверь на галерею, следы галереи, фрагменты восьмискатного завершения, части перекрытия проездной арки по первому ярусу… Оставалось решить какими будут венчающая главка и крыльцо на галерею. Из трех вариантов реконструкции он выбрал наиболее лаконичное решение: отказаться от постамента под главкой и от двух симметричных крылец, с учётом того, что памятник строился прежде всего как фортификационное сооружение, а время его возведения было очень неспокойным в этом крае, где действовали вооруженные отряды.
Восстановленный в середине 1960-х годов памятник, по решению Министерства культуры СССР, станет экспонатом проходившей в Париже выставки «Великие традиции русской деревянной скульптуры с древнейших времен до наших дней».
Успенская церковь Александро-Куштского монастыря, находившаяся на грани обрушения по ветхости, в 1962 г. была обмерена. В литературе она упоминалась как древнейший памятник шатрового типа на крестчатом плане. Однако, здесь автора ждало разочарование — шатер оказался достаточно поздним. Зато удалось выявить фрагменты храма XV в., уцелевшие в пожаре начала XVI в., а также определить модульную систему, применявшуюся при перестройках XVI и XVII вв., обнаружить детали древнего декоративного убранства и храмозданной надписи. После реставрации в стенах Спасо-Прилуцкого монастыря (Вологда). Подробный отчет по исследованию и пояснительная записка по проекту реставрации не опубликованы.
Церковь Ильи Пророка в Белозерске (Вологодская обл.), 1690, реставрированный на рубеже 1960—1970-х гг. по проекту и под руководством Гнедовского. Образец ярусного типа храма, отличается простыми формами, сближающими его с окружающей рядовой застройкой. Его ценность заключается главным образом в том, что он служит высотным ориентиром в панораме города.
В Спасской (Никольской) церкви в селе нижний Починок на реке Моломе (Кировская обл.) 1667, 1716 гг. Гнедовский восстанавливал крыльцо, обрушившееся за несколько лет до этого.

В творческом наследии Гнедовского 1950-х — начала 1970-х годов — более десятка исследованных деревянных храмов XV—XVIII веков, в числе которых: клетские с клинчатыми кровлями, шатровые, ярусные, с восьмискатными покрытием. 
«Русские плотники хорошо знали конструктивные, технологические и эстетические свойства различных пород дерева. Их изобретением был, например, лемех, обладающий особой долговечностью и великолепными декоративными свойствами. Подобно создателям классической архитектуры, они разрабатывали свою систему «оптических поправок»: это и легка кривизна или ступенчатость высоких кровельных скатов, лишающие силуэт здания излишней жесткости; и округлая отеска внутренних граней проемов, придающая им пластичность; и чуть вспарушенный потолок, создающий иллюзию большей высоты помещения»
, — этот вывод автор сделал на основании многолетних наблюдений.

### Малые Корелы (начало)
В июле 1966 года Гнедовский на научной конференции в Архангельске «Памятники культуры Русского Севера» выступил с докладом «Памятники деревянного зодчества Пинежского, Каргопольского, Ленского районов Архангельской области как объекты экспозиции музея под открытым небом». В 1968 году он докладывал в Министерстве культуры РСФСР свои предложения по общей концепции музея и предварительному генплану.
«На географической карте отчетливо видно, как территорию Архангельской области, равную по площади нескольким европейским государствам, рассекают синие полосы. Это великие северные реки: Онега, Северная Двина, с притоками Пинегой и Вагой, Мезень, Печора. Разделенные глухими лесами, земли вдоль течения этих рек веками находились в условиях естественной природной изоляции. Славянские поселенцы, выходцы из Новгорода, Ростова, Твери, Москвы принесли в этот суровый край свои обычаи, технические навыки, свою художественную культуру. Сложились отдельные архитектурно-художественные школы. Они развивались в общем русле древнерусского искусства, но каждая имела свои местные особенности… Именно это разнообразие архитектурных форм различных регионов и определяет структуру музея. Он разделен на секторы…»
С 1968 года первым стал Каргопольско-Онежский сектор.

### Шушенское
С Гнедовского и Насонова «по амнистии» была снята судимость и замминистра культуры СССР (В. И. Попов) и замминистра культуры РСФСР (В. М. Стриганов) поручили Гнедовскому возглавить работу по организации обновленных музеев В. И. Ленина.
Ему было поручено участие в создании мемориального комплекса в Ульяновске, реставрация деревянных домов Ульяновых, усадеб музеев В. И. Ленина в селе Шушенском Красноярского края — создание музея-заповедника в пределах центральной части села.
«[В Шушенском] …на территории двух смежных кварталов во времена В. И. Ленина стояло 29 изб 8 флигелей и около 100 надворных построек… к 1968-69 гг. сохранилось 17 изб, 3 флигеля и 12 надворных построек. Большинство из них перестроены… появилось много новых сооружений. Исчезли почти все старые ворота и заплоты … По берегу реки Шуши к дому Петровой вела набережная с железобетонными балюстрадами, цветочными дорожками… высажены фруктовые деревья, сирень… В домах Зырянова и Петровой гладкая штукатурка стен и потолков, белая окраска окон, дверей, регистры парового отопления, современные люстры исказили облик крестьянского жилища, нарушился „эффект присутствия“, казалось бы совершенно обязательный для мемориальных зданий».
«Обследование этого района в таких масштабах производилось впервые. Оно имело и чисто научное историко-архитектурное значение, так как удалось установить превалирующие типы местных крестьянских жилищ и хозяйственных построек этой интересной, фактически никогда не обследованной территории, изобилующей памятниками народного деревянного зодчества.
… Эти земли сравнительно быстро заселяются выходцами из центральных областей государства, ссыльными. Все они приносят в Сибирь свои вкусы, свои строительные традиции. И тем не менее специфические природные условия Саянских предгорий ускоряют процесс сложения местной архитектурной школы.»
Музей-заповедник Шушенское стал воспроизведением жизни сибирского села на рубеже XIX—XX веков.

### Малые Корелы (продолжение)
Два крупнейших в России музея под открытым небом (наряду с Кижами), созданием которых руководил Гнедовский, столь же различны по принципам формирования, как и по срокам строительства. Первая очередь Архангельского музея, который к тому времени уже насчитывал уже более 20 памятников, открылась для посетителей 1 июня 1973 года.
«В нашем понимании музеи под открытым небом — это прежде всего музеи архитектуры, которые образуют прекрасную среду для организации пространства многогранных проявлений духовной и материальной народной культуры. В ансамбле произведений крестьянских зодчих, резчиков, художников, а также предметов прикладного искусства — бытовой и хозяйственной утвари — роль зодчества особенно весома. Оно ведёт заглавную тему музея, отнюдь не подавляя и не заглушая другие его голоса», — эта характеристика Гнедовского впрямую относится к Архангельскому музею деревянного зодчества в Малых Корелах.
Музей построен по принципу размещения памятников на свободной, специально выбранной территории — это музей типа «скансен». «В панораме музея природа, как хорошая оправа, лишь подчеркивает пластику деревянных сооружений. Они же, в свою очередь, оживляют, одухотворяют ландшафт, обогащают его своими силуэтами».
В 1975 году Гнедовский совместно с О. Г. Севан разработали уточненный генплан, который стал основой проектов детальной планировки отдельных секторов. Авторами перевозки и реставрации установленных в музее памятников является целая группа архитекторов. Но есть и авторские работы Гнедовского: это дома Щеголева и Туробова из деревни Ирта, стоящие в Северо-Двинском секторе, и «улица амбаров» в Пинежском секторе.
Гнедовский оставил краткую, но емкую характеристику традиционной сельской застройки Русского Севера. Это «…родина громадных, похожих на дворцы, бревенчатых крестьянских домов, объединяющих под одной крышей жилые и хозяйственные помещения, в том числе скотный двор… Доминантой крестьянской усадьбы всегда было отапливаемое жилое помещение — изба. Конструкция срубных построек позволяет выявить на фасадах расположение помещений, стены которых видны по вертикальным рядам торцов бревен. Поэтому избы обычно классифицируются как четырёхстенки, пятистенки, шестистенки, крестовые.
Как и влучших образцах профессиональной архитектуры, их конструкция не маскируется, лишь частично подвергаясь декоративной обработке. Наружная поверхность бревенчатого сруба избы служит выигрышным фоном для резных деталей, выполняющих не только декоративную, но и функциональную роль… Для тех, кто однажды приобщился к великой художественной культуре Русского Севера, не кажется слишком смелым провозглашение архитектуры „матерью искусств“…не случайно бытует в русском искусстве термин „домовая резьба“, он объединяет в своем понятии филигранную резьбу наличников и прилечин, обобщенную скульптурность венчающих кровлю „коней“, причудливые крючья — „курицы“ консолей, стилизованную резьбу пристенных скамей и опечий».
Архангельский музей деревянного зодчества насчитывает более ста сооружений. В 1980-х годах Гнедовский оставил за собой научно-методическое руководство развитием музея в составе Ученого совета. Детальное проектирование и архитектурный надзор перешёл к О. Г. Севан.

### Святилище Реком (Северная Осетия)
Срубные конструкции трех сооружений были в руинированном состоянии, требовалось, прежде всего, определить назначение каждой детали. Одновременно с обмером и исследованием сохранившихся фрагментов, выполнявшимся им совместно с группой архитекторов, приходилось осваивать громадный пласт исторических материалов (литературу, легенды, данные предшествовавших археологических раскопок). Его «путеводной звездой» стали консультации известного кавказоведа доктора наук Е. Г. Пчелиной, которая совместно с архитектором-художником И. П. Щеблыкиным в 1936 году проводила здесь раскопки и реставрацию памятника.
В числе основных особенностей архитектуры Рекома Гнедовский отмечал конструктивные детали, сближающие осетинский памятник с произведениями русского народного зодчества. И сходство «проступает в способах сопряжения углов постройки, в конструкции потолков, в формах резных столбов. Но особенно ярко прослеживается это сходство в устройстве кровель. Разница между ними только в том, что русские плотники использовали для крючьев корневища деревьев, а осетинские — целые стволы. Несмотря на ощутимую разницу в общем художественном облике этих деталей, осетинский вариант кровельных крючьев — по местному, байрагов — находит неожиданный отклик в элементах внутреннего убранства русских памятников: в рисунках резных опечий изб и изогнутых консолей некоторых храмов».
Реставрационные работы по ансамблю Рекома были осуществлены за два года (1971—1972). Но они не коснулись вопросов, связанных с обеспечением его технической сохранности: отсутствовал отвод «верховодки», микроклимат способствовал разрастанию зелени… Через 10 лет Гнедовский отмечал: «…зелень губительна для деревянных конструкций, которые сегодня находятся в аварийном состоянии».
Мысль о Рекоме — «змееобразном существе» языческих легенд ещё долго будоражила воображение Гнедовского. В 1983 году он прочитал доклад «Архитектура культовых сооружений Цейского ущелья как исторический источник» на Международном симпозиуме по грузинской культуре в Тбилиси. В 1985 году он отправил в переводе в Грецию статью на эту тему (официально, через советский комитет ИКОМОС). Но все усилия обратить внимание на этот интереснейший памятник остались втуне. Только в издании 2000 года в качестве приложения к основному тексту, касающемуся памятников русского народного деревянного зодчества России, статья о Рекоме была опубликована, но малым тиражом. Основной вывод автора: «скорее всего, архитектура памятника — результат многовекового сотрудничества грузинских и осетинских строителей, своеобразный сплав художественных устремлений многих поколений народных мастеров, отразивший сложную историю этого древнего края».

### Москва: Росреставрация
С 1974 по 1987 годы Гнедовский в рамках объединения «Росреставрация» Министерства культуры РСФСР участвовал в организации ряда региональных реставрационных мастерских, возглавил специализированную научно-проектную мастерскую по памятникам деревянного зодчества. Вот как вспоминает о своей работе в эти годы О. Г. Севан: «Моя деятельность в АРМ № 6 по реставрации памятников деревянного зодчества продолжалась с момента её возникновения в 1974 году в тресте „Росреставрация“ с вплоть до 1986 года в институте „Спецпроектирование“. Сегодня уже очевидно, что это был „звездный период“ работы творческой мастерской, специализирующейся не столько на отдельно стоящих „деревяшках“, сколько на музеях под открытым небом. Мастерская была создана по предложению известного архитектора-реставратора Бориса Васильевича Гнедовского, который в те годы был её бессменным руководителем. Именно при нём территория обследуемых и реставрируемых памятников была огромна: Архангельская, Вологодская, Иркутская, Кировская, Пермская, Ульяновская и др. области, а также Кавказский регион. Обладая профессиональными качествами в области реставрации, порядочностью и несомненным обаяние, он был не только руководителем мастерской, но и наставником для своих подчиненных. В нашей совместной работе по формированию музея деревянного зодчества в д. Малые Корелы под Архангельском, как и музея Вологодской области, он доверял и поддерживал любые мои научные и поисковые начинания, был деликатен в своих замечаниях и, что важно для руководителя любого ранга, не мешал и не завидовал в работе. Если мне лично и моим коллегам… удалось продвинуть и реализовать наши проекты, то это во многом было заслугой разумного руководства Б. В. Гнедовского».
В течение 12 лет, с 1976 по 1988 год, Гнедовский был членом советского комитета ИКОМОС — международной организации по вопросам сохранения памятников при ЮНЕСКО.
«Создать лучшее будущее для некоторой части нашего прошлого» — этот девиз ЮНЕСКО стал для Гнедовского конкретной задачей оптимального сохранения памятников народных строителей, которые Венецианской хартией 1964 года «были уравнены в правах с произведениями Большой архитектуры». С другой стороны, на многочисленных конференциях, в обращениях к руководству организацией, отвечающих за сохранность сельских памятников зодчества, он не уставал повторять, что система ценностей, принятая для профессиональной архитектуры, не может быть автоматически перенесена на зодчество народное, «поскольку оно развивалось на основе особой глубоко традиционной эстетики, отличающейся от регламентированной. Объекты народной сельской архитектуры, воплощающие в своей структуре коллективный опыт многих поколений — это анонимная „архитектура без архитектора“… Также мало совпадают понятия их мемориальности стиля, градостроительных особенностей». И далее: «Органический и животворных характер народного зодчества во многом объясняется изначальным единством заказчика, зодчего и исполнителя. Строителями большинства сельских сооружений были сами крестьяне. Наиболее сложные и важные постройки, крепости, мосты, крупные общинные храмы возводили те же выходцы из крестьянской (позднее из посадской) среды, передававшие традиции плотницкого мастерства из поколения в поколение. Мастерство это очень ценилось».
В должности руководителя мастерской или эксперта по поручению Министерств культуры РСФСР и СССР Гнедовский в эти годы дает заключения по проектам музеев под открытым небом Грузии и Мордовии; помогает в подборе участков для музеев Перми и на Вятке; участвует в разработке проектных предложений по организации заповедных зон старой застройки городов (Самары, Ульяновска, Пятигорска, Иркутска, Томска и др.); консультирует работы по реставрации мемориальных памятников, выстроенных из дерева (дом Плеханова в Липецке и др.)
Но особую заботу вызывают у него сельские поселения: «Это последние древние автографы в малоизученной книге народного зодчества, которые тускнеют и истлевают на наших глазах. Не надо быть пророком, чтобы предсказать, что уже в ближайшем будущем человечество будет располагать в лучшем случае зарисовками, фотографиями, обмерами или описаниями отдельных образцов. Но они никогда не заменят утраченного оригинала… Спасти то, что ещё возможно спасти!»
В 1985 году Гнедовский начал готовить издание иллюстрированного альбома, посвященного наиболее известным музеям народной архитектуры и быта, однако, издать его он не успел. (Лишь 2002 году этот текст издан в виде скромной публикации малым тиражом). Рассматривая различные варианты адаптации памятников сельской архитектуры, Гнедовский отмечал: «В нашей практике не получили развития распространённые на Западе музеи так называемого „Локального типа“, когда памятники музеефицируются на их исконных местах. Отстаем мы и в строительстве музеев под открытым небом производственного профиля или посвящённых какой-нибудь отрасли сельского хозяйства. Региональные архитектурно-этнографические музеи стали своего рода стереотипом. Тиражируя их содержание и структуру, мы вольно или невольно способствуем подавлению не только иных форм сохранения и адаптации, но и других форм музеефикации».
В мастерской разрабатывался проект музея солеварения в Соликамске Пермской области, начиналась работа по проектированию туристических баз на основе селений Цмити Дзивгис в Северной Осетии.
Его перу принадлежит более 50 научно-популярных статей и книг, посвященных памятникам Карелии, Ярославля и Ростова, Русского Севера, Вятской земли, Енисейского края.
В 1974 году он публикует статью «К вопросу о происхождении перекрытий „небом“ в древнерусском деревянном зодчестве», включая русские деревянные храмы в контекст истории мировой архитектуры. Ему принадлежит статья о конструктивных особенностях русского деревянного зодчества в составе многотомной «Энциклопедии ремесел», изданной в Париже в 1986 году. Ряд статей о музеях под открытым небом находим мы и в изданиях ИКОМОСа, в польском специализированном журнале. Наконец, в Обзорной информации Государственной библиотеки им. Ленина за 1987 год подведен итог развития темы музеев под открытым небом за предшествующие десятилетия.
В 1988 году Гнедовский участвовал в организации и проведении международного совещания в Кижах. Наряду с обсуждением технических вопросов реставрации конструкции Спасо-Преображенской церкви, он прочитал доклад «Малоизвестные художественные приемы русских народных зодчих». «Что бы ни строили умелые руки народных мастеров — избу, мельницу, храм — все несло на себе отзвук высокого художественного вкуса. Происходило удивительное слияние функционального, технического, художественного начал. Народные мастера России превращали сооружения из дерева в подлинные произведения искусства». Это было его последнее публичное выступление. Оно казалось символичным. Начав изучение народного творчества в Кижах, он через 40 лет здесь же подвел под ним черту — итог своей профессиональной деятельности, ставшей для него смыслом жизни.
Последние десять лет своей жизни он тяжело болел. Первопричиной болезни стала тяжелая контузия, полученная во время Великой Отечественной войны.
Борис Гнедовский скончался в своей квартире в Москве в 1998 году от инсульта.